# Pierre Jovanovic
 'Pierre Jovanovic'  (nascido em 3 de janeiro de 1960 em Belgrado,  Iugoslávia) é um ensaísta e colunista  Francês, autor de ensaios históricos, teológicos, financeiros e político.

## Biografia
Em 2001, com o jornalista do “Quotidien de Paris”, Henri Tricot, lançou a editora francesa Le Jardin des Livres. Perto de Alain Soral, ele também trabalha na rádio Aqui e agora!.
Seu livro  Blythe Masters  retrata um matemático trabalhando em J.P. Morgan & Co. que desenvolveu e distribuiu amplamente o “ swap de crédito ” (CDS); seu conteúdo, equacionando erroneamente os bancos e o capitalismo liberal, é qualificado como  antiliberal pelo jornal online liberal  Contrapontos , mesmo que, de acordo com a mídia, descreva fielmente os mecanismos Complexos CDS .

## Publicações
- Enquête sur l'existence des anges gardiens, Le jardin des livres, 2015, 645 pages, réédition 2004, J'ai lu 619 pages, 1ª parution 1993, traduit dans de nombreux pays : États-Unis (1995), Italie (1995), Espagne (1996), Portugal (1997), Brésil (1997), Mexique (2000), Pologne (2008)ISBN 978-2-91456902-6
- Le Prêtre du temps, Le jardin des livres, 2002, 320 pagesISBN 978-2-91456907-1, 978-2-91456900-2, 978-2-91456950-7
- Biographie de l'Archange Gabriel, Le jardin des livres, 2003, 482 pagesISBN 978-2-91456951-4
- Enoch : Dialogues avec Dieu et les Anges (avec Anne-Marie Bruyant), Le jardin des livres, 2004, 306 pagesISBN 978-2-91456910-1
- L'Explorateur de l'Au-delà (avec Anne-Marie Bruyant), Le jardin des livres, 2005, 351 pagesISBN 978-2-91456913-2
- Le Livre des secrets d'Enoch (avec André Vaillant), Le Jardin des Livres, 2006 ISBN 978-2-91456946-0, réédition 2015, 345 pages
- Le Mensonge Universel, Le jardin des livres, 2007, 251 pagesISBN 978-2-91456977-4
- 777 la chute du Vatican et de Wall Street selon saint Jean, Le jardin des livres, 2009, 314 pagesISBN 978-2-91456988-0
- Blythe Masters : La banquière de la JP Morgan à l'origine de la crise mondiale, Le jardin des livres, 2011ISBN 978-2-91456992-7, réédition 2013, 272 pages, ISBN 978-2914569927
- Notre-Dame de l'Apocalypse ou le troisième secret de Fatima, Le jardin des Livres, 2008,ISBN 978-2-91456999-6 réédition 2014, 334 pages
- 666, Le jardin des livres, 2014, 380 pages
- Adolf Hitler ou la vengeance de la planche à billets, Le jardin des livres, 2017, 580 pages ISBN 978-2369990277
- L'histoire de John Law, Le jardin des livres, 2016, 247 pages
- Le scandale De Litra, grand annonciateur de l'explosion des banques, Le jardin des livres, 2019, 223 pages, ISBN 978-2369990413